# Zažablje
Zažablje (in italiano Pontano o anche Sasabie o Sasciabia, quest'ultimi desueti) è un comune della regione raguseo-narentana, nella Croazia meridionale. Al 2011 possedeva una popolazione di 738 abitanti.

## Geografia antropica

### Località
Il comune di Zažablje è suddiviso in 6 frazioni (naselja) di seguito elencate. Tra parentesi il nome in lingua italiana o italianizzato, generalmente desueto.
- Badžula (Bazula[2]): 73
- Bijeli Vir (Bieli Viro o Biellivir): 292
- Dobranje (Dobragna[3] o Dobragne[4]): 6
- Mislina (Misline[2]): 50
- Mlinište (Mulino o Mliniste[2]): 335
- Vidonje (Vidogne[2][3][4]): 1

La sede comunale è posta nella località di Mlinište.